# BCS1L
BCS1L (англ. BCS1 homolog, ubiquinol-cytochrome c reductase complex chaperone) – білок, який кодується однойменним геном, розташованим у людей на короткому плечі 2-ї хромосоми.  Довжина поліпептидного ланцюга білка становить 419 амінокислот, а молекулярна маса — 47 534.
| 10         |  | 20         |  | 30         |  | 40         |  | 50         |
| ---------- |  | ---------- |  | ---------- |  | ---------- |  | ---------- |
| MPLSDFILAL |  | KDNPYFGAGF |  | GLVGVGTALA |  | LARKGVQLGL |  | VAFRRHYMIT |
| LEVPARDRSY |  | AWLLSWLTRH |  | STRTQHLSVE |  | TSYLQHESGR |  | ISTKFEFVPS |
| PGNHFIWYRG |  | KWIRVERSRE |  | MQMIDLQTGT |  | PWESVTFTAL |  | GTDRKVFFNI |
| LEEARELALQ |  | QEEGKTVMYT |  | AVGSEWRPFG |  | YPRRRRPLNS |  | VVLQQGLADR |
| IVRDVQEFID |  | NPKWYTDRGI |  | PYRRGYLLYG |  | PPGCGKSSFI |  | TALAGELEHS |
| ICLLSLTDSS |  | LSDDRLNHLL |  | SVAPQQSLVL |  | LEDVDAAFLS |  | RDLAVENPVK |
| YQGLGRLTFS |  | GLLNALDGVA |  | STEARIVFMT |  | TNHVDRLDPA |  | LIRPGRVDLK |
| EYVGYCSHWQ |  | LTQMFQRFYP |  | GQAPSLAENF |  | AEHVLRATNQ |  | ISPAQVQGYF |
| MLYKNDPVGA |  | IHNAESLRR  |  |            |  |            |  |            |

A: Аланін

C: Цистеїн

D: Аспарагінова кислота

E: Глутамінова кислота

F: Фенілаланін

G: Гліцин

H: Гістидин

I: Ізолейцин

K: Лізин

L: Лейцин

M: Метіонін

N: Аспарагін

P: Пролін

Q: Глутамін

R: Аргінін

S: Серин

T: Треонін

V: Валін

W: Триптофан

Кодований геном білок за функціями належить до шаперонів, фосфопротеїнів. 
Білок має сайт для зв'язування з АТФ, нуклеотидами. 
Локалізований у мембрані, мітохондрії, внутрішній мембрані мітохондрії.